# Howlite
La howlite est un minéral, borosilicate hydroxylé de calcium de formule chimique Ca2B5SiO9(OH)5. 
Ce minéral tire son nom de Henry How, chimiste canadien qui a découvert ce minéral dans des carrières de gypse de Nouvelle-Écosse. Sa texture poreuse en fait un candidat idéal pour créer de fausses turquoises par l'adjonction de colorants.

## Galerie

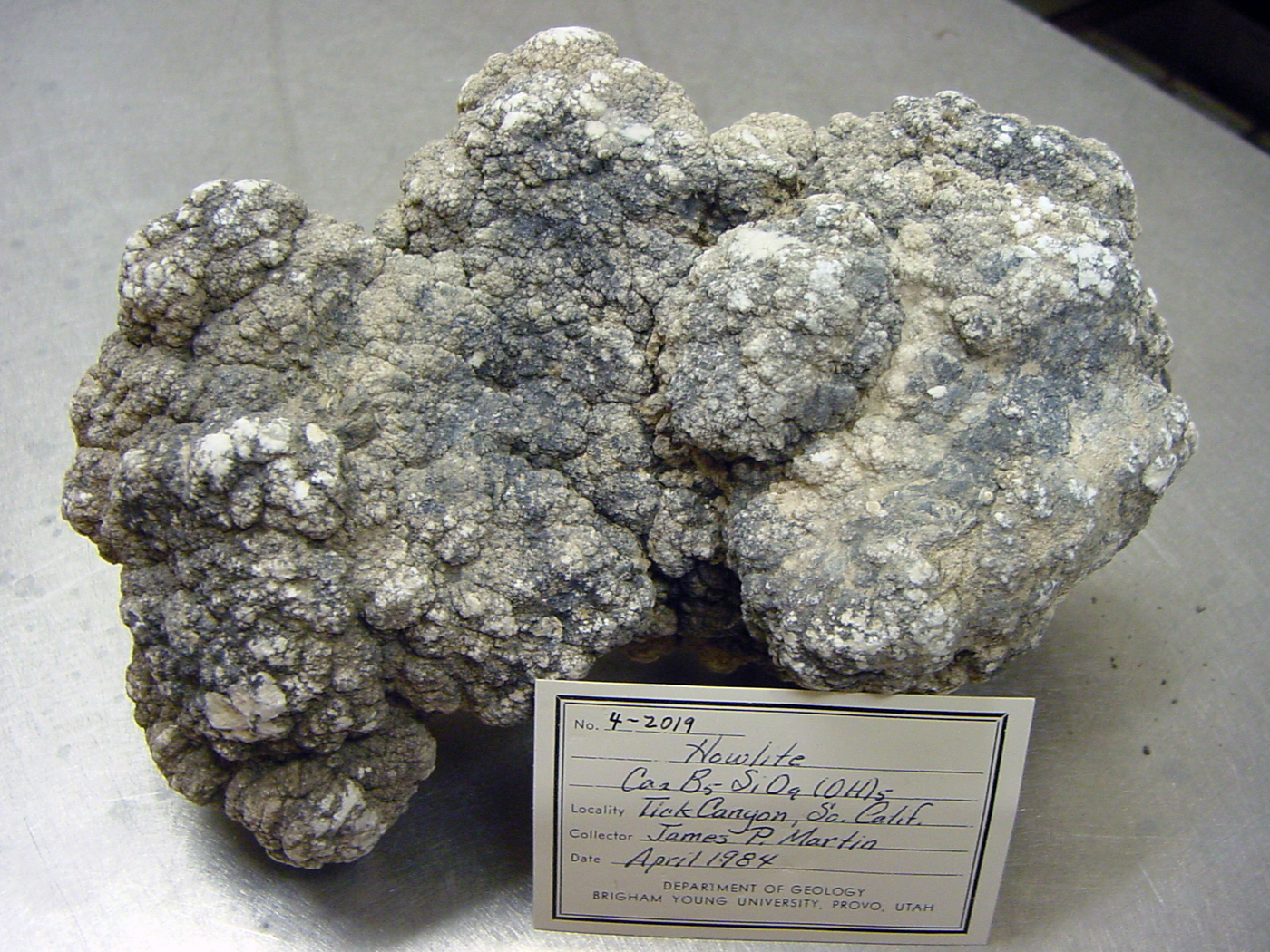
Howlite naturelle de Californie du Sud.
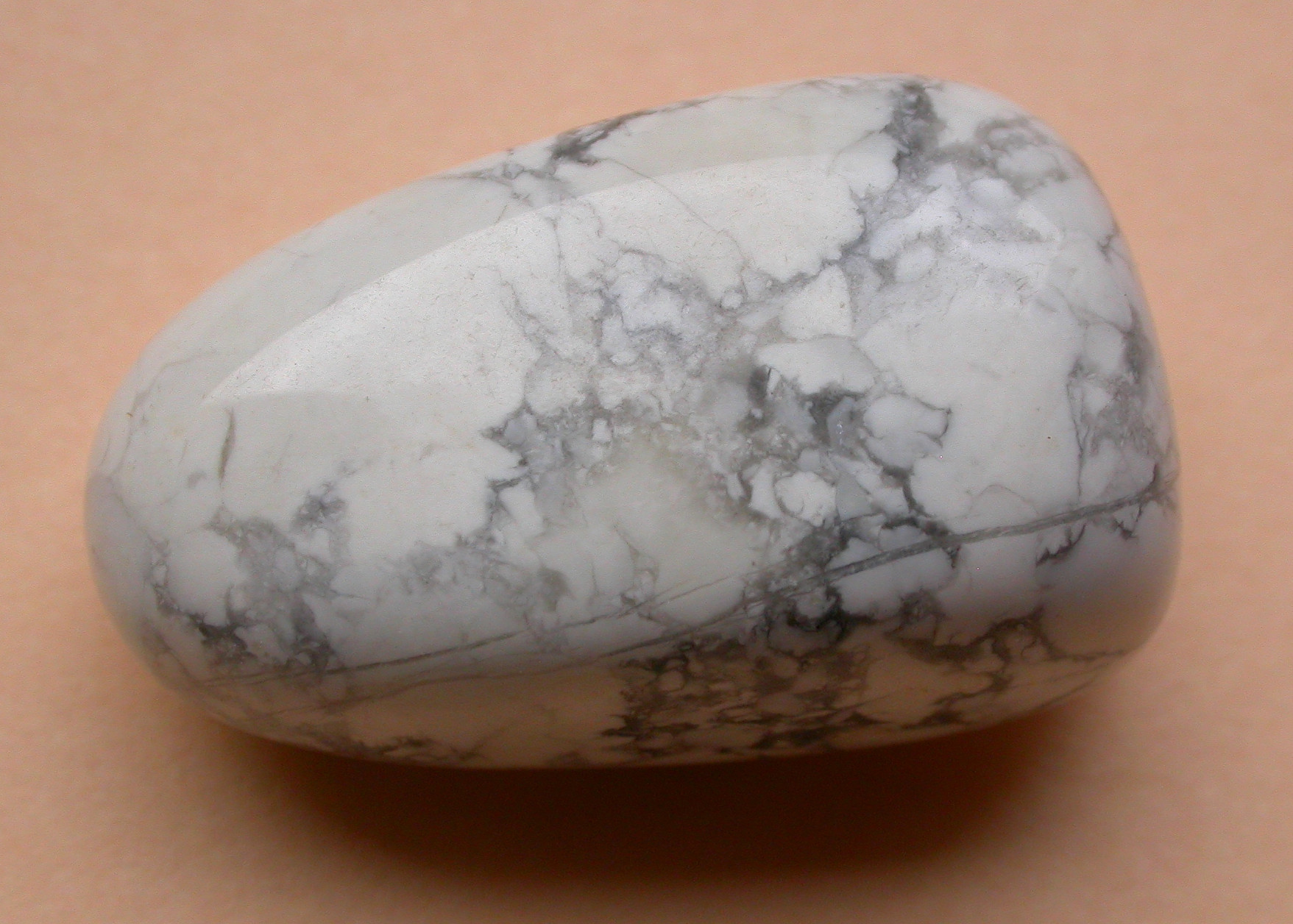
Une masse polie.
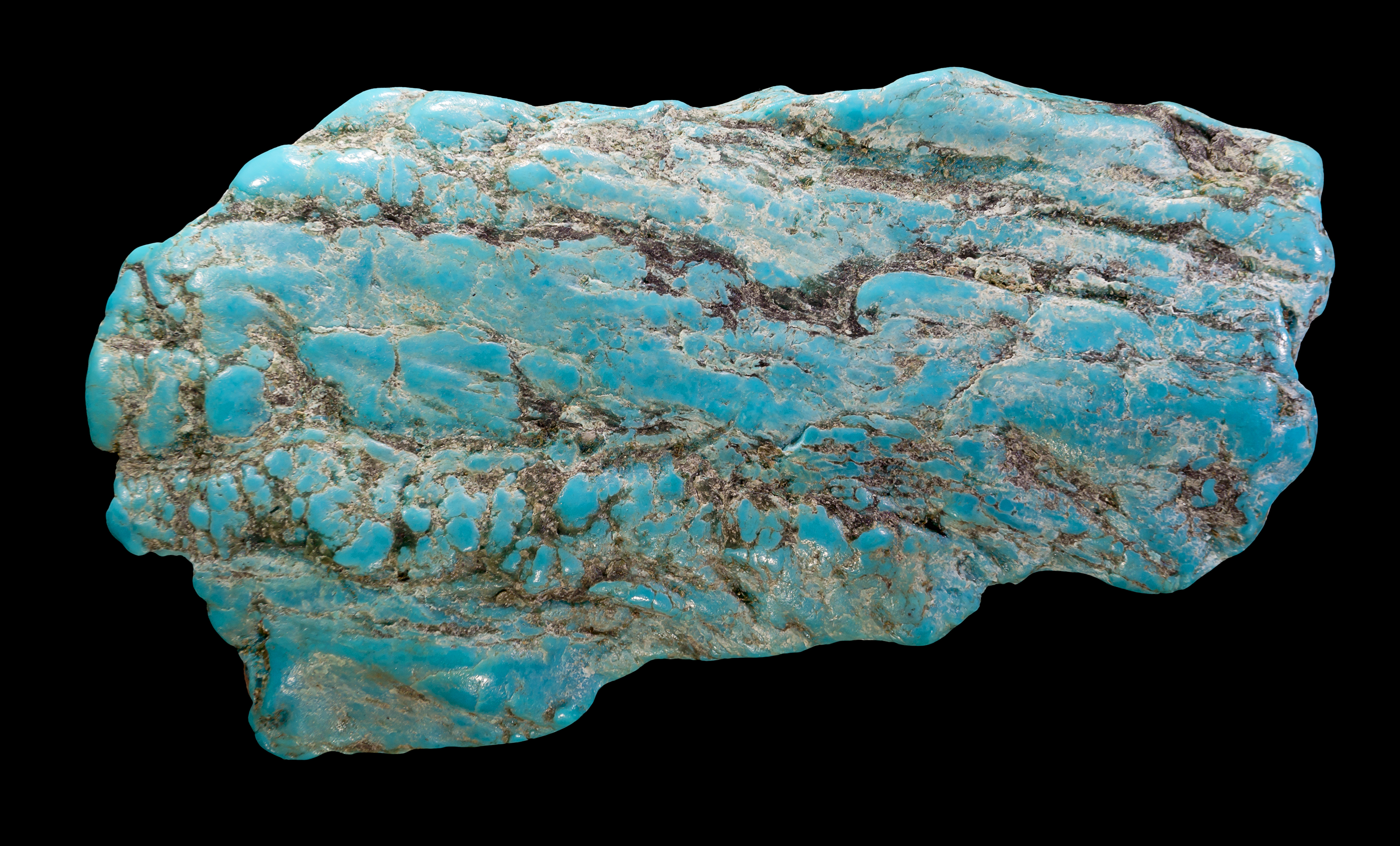
Howlite artificiellement colorée en bleu et vendue sous le nom de turquénite.